# Novo Basquete Brasil de 2020–21
O Novo Basquete Brasil de 2020–21 foi uma competição brasileira de basquete organizada pela Liga Nacional de Basquete. Esta foi a 13.ª edição deste campeonato, que é organizado pela LNB com a chancela da Confederação Brasileira de Basketball. O NBB garante vagas para torneios internacionais como a Champions League Américas e a Liga Sul-Americana.
Entre as novidades deste ano estiveram a estreia do Cerrado Basquete e os retornos do Campo Mourão e do Caxias do Sul. Já o Botafogo e São José, deixaram a competição. O Rio Claro preferiu se ausentar e não disputar esta edição.

## Regulamento
Nesta temporada, por conta da pandemia de COVID-19, a fase de classificação foi realizada sem público e em oito ginásios: Ginásio Maracanãzinho (Rio de Janeiro), Ginásio Antonio Prado Jr. (CA Paulistano), Ginásio do Morumbi (São Paulo FC), Ginásio Prof. Hugo Ramos (Mogi das Cruzes), Ginásio Wlamir Marques (Corinthians), Ginásio Henrique Villaboim (EC Pinheiros), Arena Minas TC (Belo Horizonte) e Ginásio da ASCEB (Brasília).
Os times jogaram entre si em turno e returno e os 12 melhores colocados ao término da fase de classificação avançaram aos playoffs. Os quatro primeiros garantiram vaga direta nas quartas de final, disputada em melhor de três jogos. Já as equipes de 5.º ao 12.º lugares disputaram as oitavas de final, também em melhor de três partidas. A partir das semifinais, as séries foram para o formato de cinco jogos.
Os playoffs também foram jogados em sistema de "bolha". As séries envolvendo o 1.º, 4.º, 5.º, 8.º, 9.º e 12.º colocados na fase de classificação foram disputadas na casa do 1.º colocado, e as o 2.º, 3.º, 6.º, 7.º, 10.º e 11.º colocados na fase de classificação na casa do 2.º colocado. As duas séries Semifinal e a série Final foram disputadas de forma consecutiva em uma única sede. A equipe melhor colocada na fase de classificação entre as quatro semifinalistas teve a preferência para sediar toda esta sequência de jogos, independentemente de a equipe sediante ter vencido ou não sua respectiva série semifinal.

## Transmissão
A ESPN Brasil foi o canal que transmitiu o NBB com exclusividade em TV fechada. Já em TV aberta, a Band preferiu abrir mão das transmissões em função da pandemia. Em outubro de 2020, foi confirmado que a TV Cultura passou a ser a exibidora em TV aberta. Além disso, a página do NBB no Facebook também transmitiu alguns jogos, bem como o DAZN, serviço de streaming.

## Participantes
| Equipe                      | Cidade          | Estado | Em 2019-20         | Ginásio                                            | Capacidade   | Títulos do NBB (último) |
| --------------------------- | --------------- | ------ | ------------------ | -------------------------------------------------- | ------------ | ----------------------- |
| Bauru                       | Bauru           | SP     | 12.º (NBB 2019-20) | Panela de Pressão                                  | 2 000        | 1 (2016–17)             |
| Brasília Basquete           | Brasília        | DF     | 11.º (NBB 2019-20) | ASCEB Nilson Nelson                                | 1 100 11 397 | 0 (não possui)[BRA]     |
| Campo Mourão                | Campo Mourão    | PR     | -                  | Ginásio de Esportes JK                             | 1 000        | 0 (não possui)          |
| Caxias do Sul               | Caxias do Sul   | RS     | -                  | Ginásio Vasco da Gama                              | 1 000        | 0 (não possui)          |
| Cerrado Basquete            | Brasília        | DF     | -                  | Ginásio Iesplan                                    | 2 000        | 0 (não possui)          |
| Corinthians                 | São Paulo       | SP     | 7.º (NBB 2019-20)  | Ginásio Wlamir Marques                             | 6 500        | 0 (não possui)          |
| Flamengo                    | Rio de Janeiro  | RJ     | 1.º (NBB 2019-20)  | Tijuca Tênis Clube Arena Carioca 1                 | 2 000 6 000  | 6 (2018–19)             |
| Fortaleza/Basquete Cearense | Fortaleza       | CE     | 15.º (NBB 2019-20) | Centro de Formação Olímpica Ginásio Paulo Sarasate | 17 100 8 822 | 0 (não possui)          |
| Franca                      | Franca          | SP     | 2.º (NBB 2019-20)  | Pedrocão                                           | 6 000        | 0 (não possui)          |
| Minas                       | Belo Horizonte  | MG     | 4.º (NBB 2019-20)  | Arena Minas TC                                     | 4 000        | 0 (não possui)          |
| Mogi das Cruzes             | Mogi das Cruzes | SP     | 5.º (NBB 2019-20)  | Hugo Ramos                                         | 5 000        | 0 (não possui)          |
| Pato Basquete               | Pato Branco     | PR     | 16.º (NBB 2019-20) | Ginásio do Sesi                                    | 1 000        | 0 (não possui)          |
| Paulistano                  | São Paulo       | SP     | 11.º (NBB 2019-20) | Antônio Prado Júnior                               | 1 280        | 1 (2017–18)             |
| Pinheiros                   | São Paulo       | SP     | 6.º (NBB 2019-20)  | Henrique Villaboim                                 | 850          | 0 (não possui)          |
| São Paulo                   | São Paulo       | SP     | 3.º (NBB 2019-20)  | Ginásio do Morumbi                                 | 1 918        | 0 (não possui)          |
| Unifacisa                   | Campina Grande  | PB     | 10.º (NBB 2019-20) | Arena Unifacisa                                    | 1 200        | 0 (não possui)          |

Nota
- BRA. ^  Depois de três anos de união com a Universo, o Brasília Basquete encerrou a parceira e agora disputa o NBB de forma independente. A equipe não carrega consigo os resultados do antigo time brasiliense (Lobos Brasília).

## Fase de classificação
| Pos  | Equipe                      | Aprov | PG | Jogos | Jogos | Jogos | Jogos   | Jogos   | Pontos | Pontos | Pontos | Classificação                          |
| Pos  | Equipe                      | %     | PG | #     | V     | D     | C (V–D) | F (V–D) | PP     | PS     | SP     | Classificação                          |
| ---- | --------------------------- | ----- | -- | ----- | ----- | ----- | ------- | ------- | ------ | ------ | ------ | -------------------------------------- |
| 1.º  | Flamengo                    | 93.3% | 58 | 30    | 28    | 2     | 15–0    | 13–2    | 2690   | 2156   | 534    | Classificados para as quartas de final |
| 2.º  | Minas                       | 86.7% | 56 | 30    | 26    | 4     | 14–1    | 12–3    | 2541   | 2229   | 312    | Classificados para as quartas de final |
| 3.º  | São Paulo                   | 76.7% | 53 | 30    | 23    | 7     | 12–3    | 11–4    | 2705   | 2324   | 381    | Classificados para as quartas de final |
| 4.º  | Paulistano                  | 73.3% | 52 | 30    | 22    | 8     | 13–2    | 9–6     | 2293   | 2182   | 111    | Classificados para as quartas de final |
| 5.º  | Bauru                       | 63.3% | 49 | 30    | 19    | 11    | 11–4    | 8–7     | 2462   | 2292   | 170    | Classificados para as oitavas de final |
| 6.º  | Corinthians                 | 56.7% | 47 | 30    | 17    | 13    | 10–5    | 7–8     | 2316   | 2246   | 70     | Classificados para as oitavas de final |
| 7.º  | Franca                      | 50.0% | 45 | 30    | 15    | 15    | 10–5    | 5–10    | 2610   | 2507   | 103    | Classificados para as oitavas de final |
| 8.º  | Mogi das Cruzes             | 50.0% | 45 | 30    | 15    | 15    | 8–7     | 7–8     | 2409   | 2474   | -65    | Classificados para as oitavas de final |
| 9.º  | Unifacisa                   | 46.7% | 44 | 30    | 14    | 16    | 8–7     | 6–9     | 2473   | 2448   | 25     | Classificados para as oitavas de final |
| 10.º | Fortaleza/Basquete Cearense | 46.7% | 44 | 30    | 14    | 16    | 7–8     | 7–8     | 2298   | 2279   | 19     | Classificados para as oitavas de final |
| 11.º | Pato Basquete               | 40.0% | 42 | 30    | 12    | 18    | 7–8     | 5–10    | 2243   | 2507   | -264   | Classificados para as oitavas de final |
| 12.º | Caxias do Sul               | 30.0% | 39 | 30    | 9     | 21    | 5–10    | 4–11    | 2283   | 2428   | -145   | Classificados para as oitavas de final |
| 13.º | Pinheiros                   | 26.7% | 38 | 30    | 8     | 22    | 5–10    | 3–12    | 2131   | 2488   | -357   | Eliminados na Primeira Fase            |
| 14.º | Cerrado Basquete            | 23.3% | 37 | 30    | 7     | 23    | 4–11    | 3–12    | 2236   | 2398   | -162   | Eliminados na Primeira Fase            |
| 15.º | Campo Mourão                | 20.0% | 36 | 30    | 6     | 24    | 3–12    | 3–12    | 2279   | 2609   | -330   | Eliminados na Primeira Fase            |
| 16.º | Brasília Basquete           | 16.7% | 35 | 30    | 5     | 25    | 3–12    | 2–13    | 2297   | 2699   | -402   | Eliminados na Primeira Fase            |

## Playoffs
Negrito – Vencedor das séries
Itálico – Time mandante na série

### Confrontos
|  | Oitavas de final (Melhor de 3) | Oitavas de final (Melhor de 3) | Oitavas de final (Melhor de 3) |  |  | Quartas de final (Melhor de 3) | Quartas de final (Melhor de 3) | Quartas de final (Melhor de 3) |   |     | Semifinal (Melhor de 5) | Semifinal (Melhor de 5) | Semifinal (Melhor de 5) |  |  | Final (Melhor de 5) | Final (Melhor de 5) | Final (Melhor de 5) |
|  |                                |                                |                                |  |  |                                |                                |                                |   |     |                         |                         |                         |  |  |                     |                     |                     |
|  |                                |                                |                                |  |  |                                |                                |                                |   |     |                         |                         |                         |  |  |                     |                     |                     |
|  |                                |                                |                                |  |  | 1.º                            | Flamengo                       | 2                              |   |     |                         |                         |                         |  |  |                     |                     |                     |
|  | 8.º                            | Mogi das Cruzes                | 2                              |  |  | 8.º                            | Mogi das Cruzes                | 0                              |   |     |                         |                         |                         |  |  |                     |                     |                     |
|  | 9.º                            | Unifacisa                      | 1                              |  |  |                                |                                |                                |   | 1.º | Flamengo                | 3                       |                         |  |  |                     |                     |                     |
|  |                                |                                |                                |  |  |                                | 4.º                            | Paulistano                     | 0 |     |                         |                         |                         |  |  |                     |                     |                     |
|  |                                |                                |                                |  |  | 4.º                            | Paulistano                     | 2                              |   |     |                         |                         |                         |  |  |                     |                     |                     |
|  | 5.º                            | Bauru                          | 2                              |  |  | 5.º                            | Bauru                          | 1                              |   |     |                         |                         |                         |  |  |                     |                     |                     |
|  | 12.º                           | Caxias do Sul                  | 0                              |  |  |                                |                                |                                |   |     | 1.º                     | Flamengo                | 3                       |  |  |                     |                     |                     |
|  |                                |                                |                                |  |  |                                | 3.º                            | São Paulo                      | 0 |     |                         |                         |                         |  |  |                     |                     |                     |
|  |                                |                                |                                |  |  | 2.º                            | Minas                          | 2                              |   |     |                         |                         |                         |  |  |                     |                     |                     |
|  | 7.º                            | Franca                         | 2                              |  |  | 7.º                            | Franca                         | 1                              |   |     |                         |                         |                         |  |  |                     |                     |                     |
|  | 10.º                           | Fortaleza/B. Cearense          | 0                              |  |  |                                |                                |                                |   | 2.º | Minas                   | 0                       |                         |  |  |                     |                     |                     |
|  |                                |                                |                                |  |  |                                | 3.º                            | São Paulo                      | 3 |     |                         |                         |                         |  |  |                     |                     |                     |
|  |                                |                                |                                |  |  | 3.º                            | São Paulo                      | 2                              |   |     |                         |                         |                         |  |  |                     |                     |                     |
|  | 6.º                            | Corinthians                    | 2                              |  |  | 6.º                            | Corinthians                    | 0                              |   |     |                         |                         |                         |  |  |                     |                     |                     |
|  | 11.º                           | Pato Basquete                  | 0                              |  |  |                                |                                |                                |   |     |                         |                         |                         |  |  |                     |                     |                     |

#### Oitavas de final
| Time 1          | Série | Time 2                      | 1º Jogo | 2º Jogo | 3º Jogo |
| --------------- | ----- | --------------------------- | ------- | ------- | ------- |
| Bauru           | 2–0   | Caxias do Sul               | 75–65   | 74–73   | –       |
| Corinthians     | 2–0   | Pato Basquete               | 90–61   | 89–84   | –       |
| Franca          | 2–0   | Fortaleza/Basquete Cearense | 82–64   | 82–58   | –       |
| Mogi das Cruzes | 2–1   | Unifacisa                   | 77–70   | 84–95   | 94–85   |

#### Quartas de final
| Time 1     | Série | Time 2          | 1º Jogo | 2º Jogo | 3º Jogo |
| ---------- | ----- | --------------- | ------- | ------- | ------- |
| Flamengo   | 2–0   | Mogi das Cruzes | 109–79  | 77–67   | –       |
| Minas      | 2–1   | Franca          | 91–85   | 72–82   | 93–68   |
| São Paulo  | 2–0   | Corinthians     | 78–71   | 79–68   | –       |
| Paulistano | 2–1   | Bauru           | 78–66   | 77–87   | 78–65   |

#### Semifinal
| Time 1   | Série | Time 2     | 1º Jogo | 2º Jogo | 3º Jogo | 4º Jogo | 5º Jogo |
| -------- | ----- | ---------- | ------- | ------- | ------- | ------- | ------- |
| Flamengo | 3–0   | Paulistano | 92–69   | 81–75   | 69–58   | –       | –       |
| Minas    | 0–3   | São Paulo  | 70–88   | 85–90   | 79–80   | –       | –       |

#### Final
| Time 1   | Série | Time 2    | 1º Jogo | 2º Jogo | 3º Jogo | 4º Jogo | 5º Jogo |
| -------- | ----- | --------- | ------- | ------- | ------- | ------- | ------- |
| Flamengo | 3–0   | São Paulo | 96–93   | 82–81   | 93–85   | –       | –       |

| Novo Basquete Brasil 2020-21            |
| --------------------------------------- |
| Flamengo Campeão (8° título Brasileiro) |